# Kašpar z Logau
Kašpar z Logau též z Lohova (3. srpna 1524 Nisa – 4. června 1574 Vratislav) byl biskup ve Vídeňském Novém Městě v letech 1560–1562, pak biskup ve Vratislavi v letech 1562–1574.

## Život

### Původ
Kašpar z Logau (Logus) pocházel z jednoho z nejstarších slezských šlechtických rodů, doložených nejméně od 13. století. Jeho otec, Matyáš z Logau (Matyáš „von Altendorf“, něm. Matthias von Logau), se těšil velké přízni vratislavského biskupa Jana Thurza (1506–1520). Stal se proto i biskupským notářem. Brzy byl povýšen i na kancléře a biskupského sekretáře. Roku 1542 byl jmenován zemským hejtmanem svídnicko-javorského knížectví (něm. Schweidnitz-Jauer).
Jeho manželkou byla rodilá polská šlechtična Zuzana Ogigell, dcera kapitána biskupské stráže (Bistumshauptmann) Ivana Ogigella (Iwan Ogigell). Kašpar, který se narodil 3. srpna 1524 v Nise, byl jejich prvním synem.

### Vzdělání
Nejprve vzdělání získával na farní škole v Nise. Brzy však byl z Nisy povolán jako páže na královský dvůr. Vychováván byl na královském dvoře v Innsbrucku pozdějším litoměřickým proboštem Janem Horákem spolu s dětmi krále Ferdinandem I. (s princem Maxmiliánem II. a princem Ferdinandem II.). Tak se česky naučil i velmi nadaný Kašpar z Logau. Své velké jazykové i teologické znalosti prokázal již roku 1541. Obdržel jako beneficium hodnost oltářníka ve farním kostele v jeho rodné Nise. Již následujícího roku (1542) byl ve Vratislavi jmenován kanovníkem v katedrále a roku 1545 kanovníkem-scholastikem v kostele sv. Kříže. Později se stal kanovníkem i v Olomouci.
Aby se osvědčil i jinak, byl povolán roku 1547 do císařské armády, bojující v tzv. šmalkaldské válce proti luteránům. V armádě zůstal jen krátce, protože již roku 1548 odešel na univerzitu (v Lipsku, a poté buď v Padově, nebo v Bologni). Když vysokoškolské vzdělání po letech studia v Itálii dokončil, byl jmenován komorníkem císařského dvora a vychovatelem syna Ferdinanda I. arcivévody Karla II. Štýrského.

### Litoměřický probošt
Roku 1551 zemřel litoměřický probošt Jan Horák a téhož roku císař Ferdinand jmenoval Kašpara z Logau proboštem litoměřickým.
Císař požádal 1. listopadu 1551, aby administrátoři pražského arcidiecéze pod jednou (přijímání pod jednou způsobou) byli informováni o tomto rozhodnutí. Současně se jmenováním litoměřického probošta byl jmenován nový děkan kapituly Mikuláš Janus (1551–1559), dosavadní farář v Ústí nad Labem.
Nový probošt Logau se bohužel velmi málo zdržoval v Litoměřicích, protože byl pověřován v Praze různými a často i složitými problémy, které bylo třeba důsledně, ale i odpovídajícím právním způsobem řešit. Přesto měl probošt Logau (Logus) velkou zásluhu na důsledném řešení právních vztahů a předpisů, které pak vyvrcholily reformou statut litoměřické kapituly roku 1559. Probošt dbal také o zlepšení nepříliš dobré ekonomické situace. Z vlastních prostředků dal vybudovat nový proboštský pivovar a materiálně podpořil stavbu nového městského děkanství v Litoměřicích. Městská rada požádala pro stavbu vápno, cihly atd.
O vztazích mezi městem Litoměřicemi a kapitulou existuje velmi málo dokladů. Pro plnění žádostí v Praze neměl Logau dostatek času a pověřil již uvedeného kapitulního děkana Mgr. Januse stykem s městskou radou.
Velkou řadou problémů a sporů bylo například u poddaných právo odúmrtí. Žádný poddaný nemohl bez předchozího souhlasu své pozemky darovat, zastavit, prodat nebo odkázat. To bylo v rozporu se soudobými smlouvami i předpisy mezi proboštstvím a městem. Pokud k takovým případům docházelo, bylo rozhodnutí neplatné i protiprávní a vznikala pak řada sporů. V mezních případech řešil spory apelační soud v Praze, který většinou rozhodl ve prospěch kapituly. Často se městská rada odvolávala a řešení převzal pražský královský dvůr. Rozhodnutí pak vynesl arcivévoda habsburský.
Další četné spory se týkaly pochybností, kam někteří poddaní příslušeli, přestože již rozhodnutí bylo po potlačení stavovského povstání roku 1547 oznámeno a Litoměřice tehdy ztratily značnou část své autonomie. Brzy se však objevily pokusy o vrácení některých ztracených autonomních práv.
Probošt Logau pověřil kolem roku 1555 správou církevních statků Jiřího Teplického, kterého později vystřídal Dionisius Ogigell, pravděpodobně strýc probošta Logaua.

### Biskup ve Vídeňském Novém Městě
Probošt Logau však měl, jak tomu tehdy bylo zvykem, i další církevní hodnosti. Již jako osmnáctiletý obdržel roku 1542 kanonikát vratislavské kapituly. Protože nejvyšší kruhy si jej cenily (Ferdinand I.), stal se na jaře roku 1559 po smrti biskupa Martina Durlachera biskupem Vídeňského Nového Města. Papež novou funkci Logaua potvrdil až 13. března 1560. Jako biskup diecéze Vídeňské Nové Město (lat. Dioecesis Neostadiensis) působil do roku 1562. Přitom Logau nadále zůstal litoměřickým proboštem. Ve Vídeňském Novém Městě se pokoušel založit jezuitskou kolej, avšak tento pokus nebyl úspěšný. Své úmysly a plány zde nedokončil, protože byl požádán, aby převzal funkci biskupa ve Vratislavi, odkud pocházel.

### Biskup ve Vratislavi
Dne 16. února 1562 byl Logau, po volbě vratislavské kapituly, oficiálně jmenován biskupem vratislavské diecéze po zesnulém Jakubu ze Salzy. Před jeho jmenováním biskupem se někteří stavové ze Slezska pokusili ovlivňovat rozhodnutí o jeho zvolení biskupem, protože Logau byl pro ně „příliš aktivní“ v tehdy složité situaci ve Slezsku. Tyto snahy však byly bezúspěšné a Logau slavil 2. května 1562 intronizaci. Dne 23. července 1562 napsal biskup Logau litoměřickému kapitulnímu děkanovi Bartoloměji Pěčínskému (1559–1573), že si císař přeje, aby se hodnosti litoměřického probošta vzdal. Biskup Logau pak vyslal do Litoměřic, svého bratra Jindřicha, aby osobně před v Litoměřicích jeho rezignaci.
Ve funkci vratislavského biskupa vedl v roce 1563 a 1565 diecézní synody, které ovšem měly malý vliv na náboženský život v jeho diecézi. Jako správce vratislavské diecéze vydal dekret na obnovu církve, který se však nedočkal realizace. K protestantům byl tolerantní, což se nelíbilo vratislavské kapitule, která vyzývala k boji proti protestantské víře. V roce 1565 založil kněžský seminář, ovšem měl pro něj malou finanční podporu.[zdroj⁠?!] Redigoval německý překlad římského katechizmu, který byl vytištěn v roce 1570 v Nise.

### Závěr života
Biskup Logau byl pak biskupem ve Vratislavi od roku 1562 do roku 1574. Zemřel 4. června 1574 ve Vratislavi v necelých padesáti letech na tuberkulózu a byl pohřben ve farním kostele sv. Jakuba v Nise, kde byl kdysi pokřtěn. Jeho náhrobek se bývá nazýván mistrovským dílem vrcholné renesance.